# Veronica (botanica)
Veronica L., 1753 è un genere di piante angiosperme dicotiledoni. I fiori vengono chiamati comunemente occhi della Madonna e sono confuse con il genere Myosotis. 
Fiore probabilmente dedicato a santa Veronica, protettrice della Francia.

## Descrizione
La corolla è pentamera ma apparentemente si presenta a 4 lobi in quanto i due petali superiori sono fusi insieme; gli stami sono 2 saldati alla corolla.
Il frutto è una capsula compressa lateralmente che contiene da 2 a 250 semi.

## Tassonomia
Questo genere veniva tradizionalmente incluso nella famiglia delle Scrofulariacee mentre recenti studi filogenetici lo assegnano alla famiglia delle Plantaginacee.

Annovera circa 500 specie, tra cui:
- Veronica chamaedrys
- Veronica filiformis
- Veronica persica
- Veronica scutellata
- Veronica spicata

Questo è l'elenco completo:
- Veronica abyssinica
- Veronica acinifolia
- Veronica acipetala
- Veronica acrotheca
- Veronica adamsii
- Veronica agrestis
- Veronica alaskensis
- Veronica alatavica
- Veronica albicans
- Veronica albiflora
- Veronica allahuekberensis
- Veronica allionii
- Veronica alpina
- Veronica americana
- Veronica amoena
- Veronica amplexicaulis
- Veronica anagallis-aquatica
- Veronica anagalloides
- Veronica angustissima
- Veronica annulata
- Veronica antalyensis
- Veronica aphylla
- Veronica aragonensis
- Veronica archboldii
- Veronica arcuata
- Veronica arenaria
- Veronica arganthera
- Veronica argute-serrata
- Veronica armena
- Veronica armstrongii
- Veronica arvensis
- Veronica aucheri
- Veronica austriaca
- Veronica avromanica
- Veronica aznavourii
- Veronica bachofenii
- Veronica balansae
- Veronica baranetzkii
- Veronica barkeri
- Veronica barrelieri
- Veronica baumgartenii
- Veronica baylyi
- Veronica beccabunga
- Veronica bellidioides
- Veronica benthamii
- Veronica besseya
- Veronica biggarii
- Veronica biloba
- Veronica birleyi
- Veronica bishopiana
- Veronica blakelyi
- Veronica bogosensis
- Veronica bollonsii
- Veronica bombycina
- Veronica borisovae
- Veronica bozakmanii
- Veronica brachysiphon
- Veronica brassii
- Veronica breviracemosa
- Veronica brevistyla
- Veronica brownii
- Veronica buchananii
- Veronica bucharica
- Veronica bullii
- Veronica bungei
- Veronica cachemirica
- Veronica caespitosa
- Veronica calcicola
- Veronica californica
- Veronica calycina
- Veronica campylopoda
- Veronica campiclarensi
- Veronica cana
- Veronica canbyi
- Veronica canterburiensis
- Veronica capillipes
- Veronica capitata
- Veronica cardiocarpa
- Veronica carminea
- Veronica carstensensis
- Veronica catarractae
- Veronica catenata
- Veronica caucasica
- Veronica ceratocarpa
- Veronica cetikiana
- Veronica chamaedryoides
- Veronica chamaedrys
- Veronica chamaepithyoides
- Veronica chathamica
- Veronica chayuensis
- Veronica cheesemanii
- Veronica chinoalpina
- Veronica chionantha
- Veronica ciliata
- Veronica ciliolata
- Veronica cinerea
- Veronica cockayneana
- Veronica colensoi
- Veronica colostylis
- Veronica continua
- Veronica copelandii
- Veronica corriganii
- Veronica crinita
- Veronica crista-galli
- Veronica cryptomorpha
- Veronica cuneifolia
- Veronica cupressoides
- Veronica cusickii
- Veronica cymbalaria
- Veronica czerniakowskiana
- Veronica dabneyi
- Veronica daghestanica
- Veronica daranica
- Veronica daurica
- Veronica davisii
- Veronica debilis
- Veronica decora
- Veronica decorosa
- Veronica decumbens
- Veronica deltigera
- Veronica densiflora
- Veronica derwentiana
- Veronica dichrus
- Veronica dieffenbachii
- Veronica dilatata
- Veronica dillenii
- Veronica diosmifolia
- Veronica diosmoides
- Veronica dissecta
- Veronica distans
- Veronica donii
- Veronica elliptica
- Veronica elmaliensis
- Veronica emodii
- Veronica epacridea
- Veronica erinoides
- Veronica eriogyne
- Veronica euphrasiifolia
- Veronica evenosa
- Veronica evexa
- Veronica fargesii
- Veronica farinosa
- Veronica fedtschenkoi
- Veronica ferganica
- Veronica filifolia
- Veronica filiformis Sm.
- Veronica filipes
- Veronica flavida
- Veronica formosa
- Veronica forrestii
- Veronica fragilis
- Veronica francispetae
- Veronica fridericae
- Veronica fruticans
- Veronica fruticulosa
- Veronica fuhsii
- Veronica galathica
- Veronica gaubae
- Veronica gentianoides
- Veronica gibbsii
- Veronica glandulosa
- Veronica glauca
- Veronica glaucophylla
- Veronica gorbunovii
- Veronica gracilis
- Veronica grandiflora
- Veronica grisebachii
- Veronica grosseserrata
- Veronica gunae
- Veronica haastii
- Veronica hectorii
- Veronica hederifolia
- Veronica henryi
- Veronica hillebrandii
- Veronica himalensis
- Veronica hispidula
- Veronica hookeri
- Veronica hookeriana
- Veronica hulkeana
- Veronica idahoensis
- Veronica incana
- Veronica inflexa
- Veronica insularis
- Veronica intercedens
- Veronica ionantha
- Veronica jacquinii
- Veronica japonensis
- Veronica javanica
- Veronica jovellanoides
- Veronica kaiseri
- Veronica kellowiae
- Veronica khorassanica
- Veronica kiusiana
- Veronica kopetdaghensis
- Veronica kopgecidiensis
- Veronica kotschyana
- Veronica krumovii
- Veronica krylovii
- Veronica kurdica
- Veronica laeta
- Veronica lanceolata
- Veronica lanosa
- Veronica lanuginosa
- Veronica lavaudiana
- Veronica laxa
- Veronica laxissima
- Veronica leiocarpa
- Veronica leiophylla
- Veronica lendenfeldii
- Veronica ligustrifolia
- Veronica lilliputiana
- Veronica linariifolia
- Veronica linifolia
- Veronica lithophila
- Veronica liwanensis
- Veronica longifolia
- Veronica longipedicellata
- Veronica longipetiolata
- Veronica luetkeana
- Veronica lyalii
- Veronica lycica
- Veronica lycopodioides
- Veronica lysimachioides
- Veronica macrantha
- Veronica macrocalyx
- Veronica macrocarpa
- Veronica macropoda
- Veronica macrostachya
- Veronica macrostemon
- Veronica macrostemonoides
- Veronica magentea
- Veronica magna
- Veronica mampodrensis
- Veronica masoniae
- Veronica mazanderanae
- Veronica mexicana
- Veronica michauxii
- Veronica micrantha
- Veronica microcarpa
- Veronica minuta
- Veronica miqueliana
- Veronica mirabilis
- Veronica missurica
- Veronica monantha
- Veronica montana
- Veronica montbretii
- Veronica monticola
- Veronica mooreae
- Veronica morrisonicola
- Veronica multifida
- Veronica muratae
- Veronica murrellii
- Veronica myosotoides
- Veronica nakaiana
- Veronica nevadensis
- Veronica nevskii
- Veronica niicola
- Veronica nipponica
- Veronica nipponica
- Veronica nivea
- Veronica notabilis
- Veronica notialis
- Veronica novae-hollandiae
- Veronica nummularia
- Veronica nutans
- Veronica oblongifolia
- Veronica obtusata
- Veronica ochracea
- Veronica odora
- Veronica oetaea
- Veronica officinalis
- Veronica olgensis
- Veronica oligosperma
- Veronica oltensis
- Veronica oltensis
- Veronica onoei
- Veronica opaca
- Veronica orbelica
- Veronica orbiculata
- Veronica orchidea
- Veronica orientalis
- Veronica ornata
- Veronica orsiniana
- Veronica ovata
- Veronica oxycarpa
- Veronica paederotae
- Veronica panormitana
- Veronica papuana
- Veronica pareora
- Veronica parnkalliana
- Veronica parviflora
- Veronica pauciramosa
- Veronica paysonii
- Veronica pectinata
- Veronica peduncularis
- Veronica pentasepala
- Veronica perbella
- Veronica peregrina
- Veronica perfoliata
- Veronica persica
- Veronica petraea
- Veronica petriei
- Veronica phormiiphila
- Veronica pimeleoides
- Veronica pinguifolia
- Veronica pinnata
- Veronica piroliformis
- Veronica planopetiolata
- Veronica plantaginea
- Veronica platycarpa
- Veronica plebeia
- Veronica polifolia
- Veronica polita
- Veronica polium
- Veronica poljensis
- Veronica ponae
- Veronica poppelwellii
- Veronica porphyriana
- Veronica praecox
- Veronica propinqua
- Veronica prostrata
- Veronica pubescens
- Veronica pusilla
- Veronica pyrethrina
- Veronica qingheensis
- Veronica quadrifaria
- Veronica quezelii
- Veronica rakaiensis
- Veronica ramosissima
- Veronica ranunculina
- Veronica raoulii
- Veronica rapensis
- Veronica rechingeri
- Veronica regina-nivalis
- Veronica reuteriana
- Veronica rhodopea
- Veronica riae
- Veronica rigidula
- Veronica ritteriana
- Veronica robusta
- Veronica rockii
- Veronica rosea
- Veronica rotunda
- Veronica rubra
- Veronica rubrifolia
- Veronica rupicola
- Veronica ruprechtii
- Veronica sachalinensis
- Veronica sajanensis
- Veronica salicifolia
- Veronica salicornioides
- Veronica samuelssonii
- Veronica sartoriana
- Veronica saturejoides
- Veronica saxosa
- Veronica scardica
- Veronica scheereri
- Veronica schistosa
- Veronica schizantha
- Veronica schmidtiana
- Veronica scopulorum
- Veronica scutellata
- Veronica senex
- Veronica sennenii
- Veronica serpyllifolia
- Veronica serpylloides
- Veronica siaretensis
- Veronica sibthorpioides
- Veronica sieboldiana
- Veronica sieboldiana
- Veronica simensis
- Veronica sobolifera
- Veronica societatis
- Veronica spathulata
- Veronica speciosa
- Veronica spectabilis
- Veronica spicata
- Veronica spuria
- Veronica stamatiadae
- Veronica stelleri
- Veronica stenophylla
- Veronica stewartii
- Veronica stricta
- Veronica strictissima
- Veronica strigosa
- Veronica stylophora
- Veronica subalpina
- Veronica subfulvida
- Veronica subsessilis
- Veronica subtilis
- Veronica surculosa
- Veronica sutchuensis
- Veronica syriaca
- Veronica szechuanica
- Veronica taigischensis
- Veronica tairawhiti
- Veronica taiwanalpina
- Veronica taiwanica
- Veronica taurica
- Veronica tauricola
- Veronica teberdensis
- Veronica telephiifolia
- Veronica tenuifolia
- Veronica tenuissima
- Veronica tetragona
- Veronica tetrasticha
- Veronica teucrium
- Veronica thessalica
- Veronica thomsonii
- Veronica thymifolia
- Veronica thymoides
- Veronica tianschanica
- Veronica tibetica
- Veronica topiaria
- Veronica townsonii
- Veronica traversii
- Veronica treadwellii
- Veronica trichadena
- Veronica trifida
- Veronica triloba
- Veronica triphyllos
- Veronica truncatula
- Veronica tsinglingensis
- Veronica tubata
- Veronica tumida
- Veronica turrilliana
- Veronica umbrosa
- Veronica undulata
- Veronica urticifolia
- Veronica urvilleana
- Veronica utahensis
- Veronica vandellioides
- Veronica vanderwateri
- Veronica velutina
- Veronica vendetta-deae
- Veronica venustula
- Veronica verna
- Veronica vernicosa
- Veronica vindobonensis
- Veronica viscosa
- Veronica wormskjoldii
- Veronica wyomingensis
- Veronica yildirimlii
- Veronica yunnanensis
- Veronica yushanchienshanica
- Veronica zygantha